# Berthold Mikat
Berthold Mikat (* 11. August 1912 in Tilsit, Ostpreußen; † 14. Januar 1990 in Wiesbaden) war ein deutscher Epidemiologe.

## Leben

### Netzhautablösung
1937 wurde Mikat an der Albertus-Universität Königsberg mit dem Thema Ergebnisse der operativen Therapie bei Ablatio retinae an der Universitäts-Augenklinik Königsberg (Pr) 1925–1935 zum Dr. (med) promoviert.

### Maschinelles Berichtswesen
Von 1937 bis zum 8. Mai 1945 war Berthold Mikat Mitarbeiter im Zentralarchiv für Wehrmedizin.

### Auswertung von Lungenreihenuntersuchungen
1944 veröffentlichte Mikat mit Fritz Kuhlmann in der Deutschen Medizinischen Wochenschrift einen Artikel Über Lungenbeteiligung bei der Tularämie. Im gleichen Jahr beschrieb er bei 900 deutschen Soldaten, welche Tularämie als Folge ihrer Teilnahme am Krieg im Osten entwickelten, das entsprechende klinische Bild.

### Sulfonamid
Von Juli 1942 bis August 1943 wurden Sulfonamid-Experimente im KZ Ravensbrück durchgeführt.
Der Entdecker des Sulfonamids Gerhard Domagk war seit 1949 Ehrenbürger der Provinz Entre Ríos (Argentinien). 1951 war Berthold Mikat als Stellvertreter von Fritz Kuhlmann im Statistischen Bundesamt beschäftigt. Nach dem 8. Mai 1945 drohte in Europa eine Tuberkuloseepidemie. Eines der Opfer war Eric Arthur Blair.
Über den Einsatz von Sulfonamiden zur Tuberkulosebehandlung berichtet das Nachrichtenmagazin Der Spiegel.

„Im November 1947 macht der für alles Neue aufgeschlossene Freiburger Internist Professor Dr. Ludwig Heilmeyer, ein Mitschüler des Atomphysikers Heisenberg, die erste schwache Andeutung, daß sich Domagks Präparat in seiner Klinik zu bewähren scheine.

Genaue Zahlen gibt aber erst drei Monate später ein bis dahin unbekannter Arzt, Dr. Berthold Mikat, der nur in Vertretung seines Chefs, Dr. Fritz Kuhlmann aus Mölln, spricht: Im Krankenhaus der Landesversicherungsanstalt Schleswig-Holstein ist nach Tb-I-Behandlung bei 49 von 66 Patienten mit Lungentuberkulose eindeutige Besserung nachgewiesen worden. Das ist der Start für die Einführung des Tb I, das später den Namen Conteben bekommt.“

### Staatsmedizin
1964 habilitierte Mikat an der Freien Universität Berlin über Die Tuberkulosehäufigkeit in den Kreisen der Bundesrepublik Deutschland im Jahre 1958. 1968 bekam Mikat eine außerplanmäßige Professur an der Akademie für Staatsmedizin, Hamburg (Hochschule für Amtsärzte).
1974 hielt Mikat in Berlin einen Vortrag über Bevölkerungsentwicklung. Er war zu dieser Zeit noch beim Statistischen Bundesamt in Wiesbaden beschäftigt.
Berthold Mikat veröffentlichte große Mengen an medizinstatistischen Daten aus dem Gebiet des Deutschen Reiches in den Grenzen von 1937.
Das Zentrum der Medizinischen Informatik/Abteilung für Dokumentation und Datenverarbeitung des Instituts für Klinische Pharmakologie am Klinikum der J. W. Goethe-Universität Frankfurt besitzt die „Sammlung Mikat“, eine Sondersammlung zum Thema „Medizinische Dokumentation und Statistik“.

## Veröffentlichungen
- mit F. Kuhlmann Über Lungenbeteiligung bei der Tularämie. Deutsche Medizinische Wochenschrift 1944. Berthold Mikat und Fritz Kuhlmann (Eintrag zu Fritz Kuhlmann im Catalogus Professorum Halensis, abgerufen am 28. Juli 2015) beschrieben das klinische Bild bei 900 deutschen Soldaten, welche Tularämie entwickelten als Folge ihrer Teilnahme am Krieg im Osten. (PDF online).
- Die Erfrierungen bei den Soldaten der deutschen Wehrmacht im letzten Weltkrieg. Wehrmedizinische Monatsschrift, 3. Oktober 1949
- Die Kriegsbeschädigten im Bundesgebiet. In: Wirtschaft und Statistik Bd. 3, S. 50–54, 1951,
- Zur Frage vergleichbarer Geschwulststatistiken. Ärztliches Mitteilungsblatt 36, 134, 1951.
- Bevölkerungsstatistik über das Öffentliche Gesundheitswesen, 14. April 1952, Statistiken über Todesursachen.
- Die Tuberkulose in Deutschland. Bericht für die Tagung des Europabüros der Weltgesundheitsorganisation (WGO) in Luxemburg 1955.
- Geografische Verteilung von bösartigen Neubildungen von Körpergewebe in den Verdauungsorganen der BRD 1955 basierend auf einer Klassierung von Todesgründen auf Totenscheinen.
- Krankheitshäufigkeit und Arbeitsausfall bei Behördenpersonal: Modellversuche einer Gesundheitserhebung beim Personal des Statistischen Bundesamtes im Jahre 1952/53, in: Arbeiten aus dem Gebiet der Volksgesundheitspflege, S. 108–128, 1957
- Zur Zahl der Todesfälle an Bronchialkrebs. Sonderdruck Deutsche Medizinische Wochenschrift 81, 1958.
- mit Heribert Wand (1929–2003) Direktor der urologischen Universitätsklinik in Kiel von 1974 bis 1996: Schwangerschaftsverläufe. Hefte zur Unfallheilkunde, 1957. Statistiken zu gewaltsamen Toden unter besonderer Berücksichtigung von tödlichen Verkehrsunfällen in der BRD, 1957
- Fälle von Totgeburten Ergebnisse einer offiziellen Untersuchung in Hessen 1955 und 1956. Deutsche Medizinische Wochenschrift, 6. Dezember 1957
- Archivierung und Dokumentation der Krankenblätter im Zentralarchiv für Wehrmedizin. Wehrmedizinische Mitteilungen 6, 81–85, 1960.
- Demographische Gesichtspunkte im Hinblick auf die Überalterung der Bevölkerung in einigen europäischen Staaten, in: Ärztliche Mitteilungen, Bd. 46, 17, S. 959–970, 1961
- Medizinische Statistik in Laienhand: Dargestellt an der Frage "Ärztemangel oder Ärzteüberschuss?in: Ärztliche Mitteilungen, Bd. 60, 20, S. 1116–1128, 1963
- Die Tuberkulosehäufigkeit in den Kreisen der Bundesrepublik Deutschland im Jahre 1958.144 S. Thieme, Stuttgart 1965
- mit F. Kuhlmann: Rachenentzündung. Medizin Welt, 27. Februar 1965. Grundlagenstatistik zu Todesursachen, 1965
- mit P.K. Schäfer, R. Knöchelmann, W. Bergemann, H. Oshima: Entwicklung der Anzahl der Zahnärzte in der BRD und Westberlin bis 1980, Zahnärztliche Mitteilungen, 16. Juli 1968
- mit H.G. Oehlert: Grundlagen für Vorsorgeuntersuchungen auf Gewebeneubildungen im Magen in Deutschland. Deutsches Medizin Journal, 5. August 1970
- Das Gesundheitswesen der Deutschen Demokratischen Republik im Jahre 1972. Kommentierte Auszüge aus dem Gesundheitsbericht der DDR für 1972, 157 S. Osteuropa-Institut Berlin, 1972
- Das Gesundheitswesen der Deutschen Demokratischen Republik im Jahre 1973. Kommentierte Auszüge aus dem Gesundheitsbericht der DDR für 1973, 132 S. Osteuropa-Institut Berlin, 1974
- Berichte des Osteuropa-Instituts an der Freien Universität Berlin, 100.
- Demographie und Medizin. In: Maria Blohmke et al.: Handbuch der Sozialmedizin in 3 Bänden, Bd. I, Stuttgart 1975, S. 380–399
- mit H. G. Oehlert: Bevölkerungsentwicklung in der DDR in den Jahren 1970 bis 1977/78. Lebensversicherungsmedizin, Mai 1980.
- Gesundheitsschutz für Senioren. Lebensversicherungsmedizin, 12. Juni 1984.